# Platygastridae
La familia de himenópteros Platygastridae (a veces incorrectamente llamada Platygasteridae) es un grupo de más de 1.100 especies de avispas parasitoides. Son pequeñas de 0.45 a 4 mm, negras y lustrosas, con antenas flageladas de ocho segmentos. Las alas a menudo carecen de venas, pero tienen ligeros flecos de setas.
Tiene dos subfamilias, Platygastrinae y Sceliotrachelinae. La primera cuenta con 40 géneros, todos los cuales son coinobiontes de moscas de la familia Cecidomyiidae. La avispa deposita huevos en el huevo o estadio larval temprano del huésped y su larva termina el desarrollo cuando el huésped llega al estadio de pupa o prepupa. La otra subfamilia es mucho más pequeña, con 20 géneros. Generalmente, tienen los rudimentos de una vena en las alas anteriores. La mayoría son idibiontes que atacan los huevos de escarabajos o Hemiptera.
La antigua familia Scelionidae es considerada actualmente como otra subfamilia (Scelioninae) de Platygastridae, junto con las subfamilias Teleasinae y Telenominae.

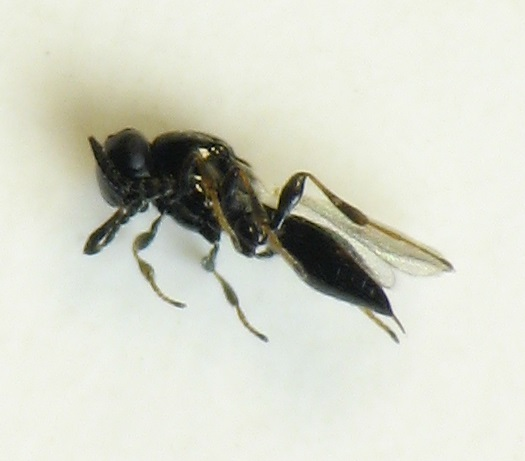
Platygaster sp. hembra.
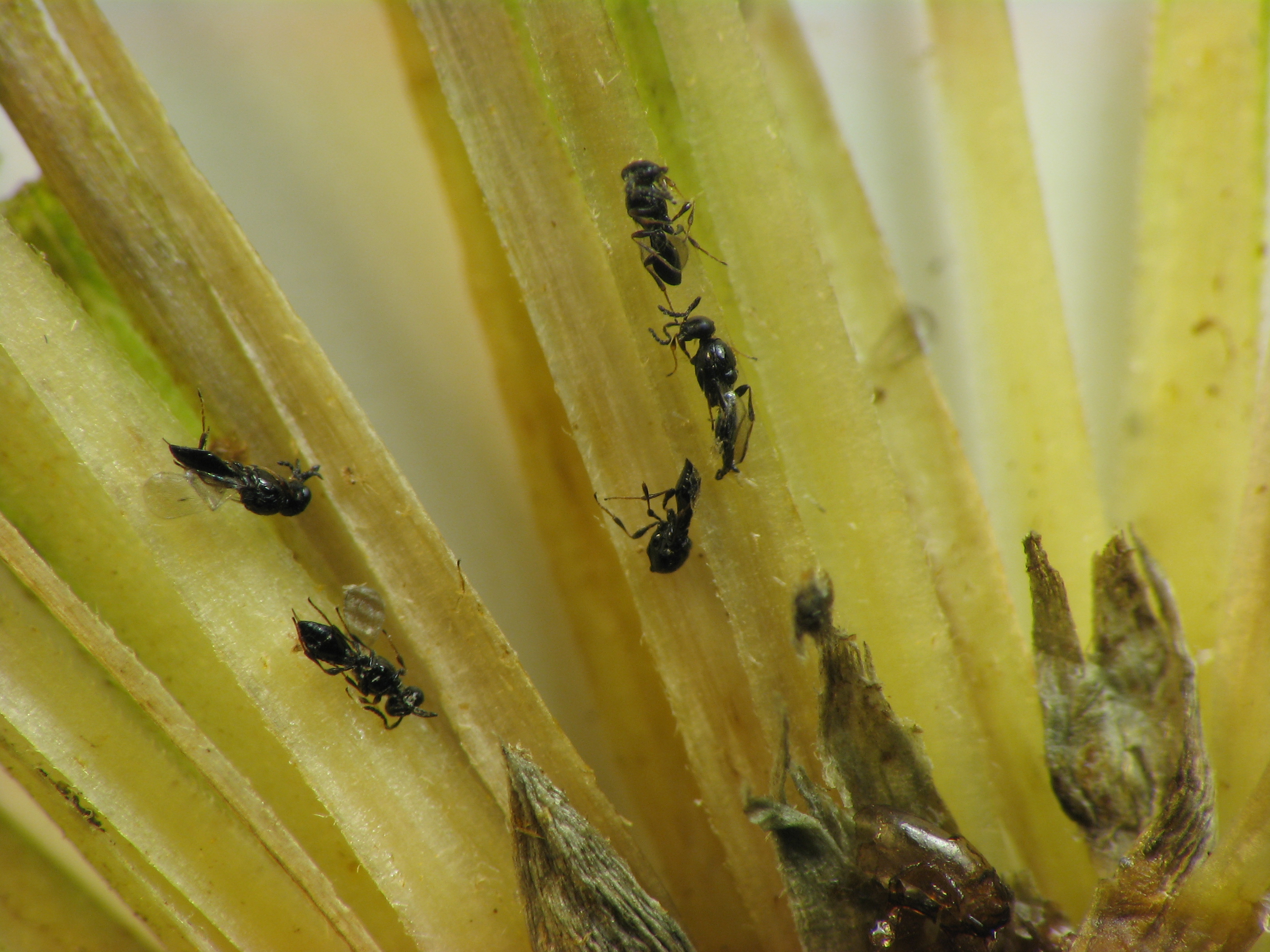
Platygaster sp. en vara de oro (Solidago).
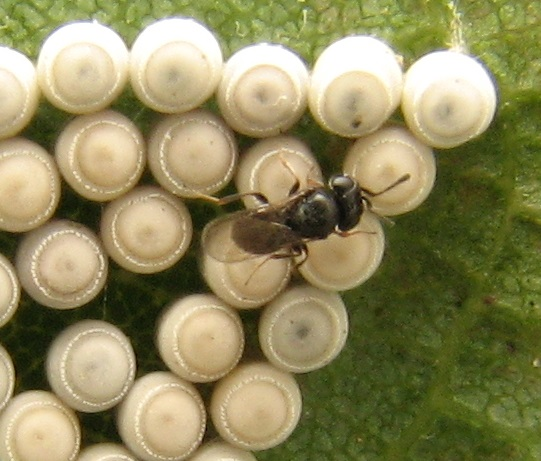
Trissolcus sp. huevos de Chinavia.